# Kenneth Dike
Dique Kenneth Onwuka (Awka, 17 de diciembre de 1917-Enugu, 26 de octubre de 1983) fue un pedagogo e historiador nigeriano. Fue el primer vicerrector nigeriano de la principal universidad del país, la Universidad de Ibadán.
Durante la guerra civil nigeriana, se trasladó a la Universidad de Harvard. Fue uno de los fundadores de la Escuela Ibadan que dominó la escritura de la Historia de Nigeria hasta la década de 1970. Se le atribuye «haber desempeñado el papel principal en la creación de una generación de historiadores africanos que podían interpretar su propia historia sin dejarse influenciar por enfoques eurocéntricos».

## Biografía
Nació en Awka, al este de Nigeria. Asistió al Fourah Bay College en Sierra Leona y también a la Universidad de Durham para obtener su licenciatura. Obtuvo su maestría en la Universidad de Aberdeen y su doctorado en el King's College de Londres. Durante la década de 1960, como miembro del departamento de historia de la Universidad de Ibadán, desempeñó un papel pionero en la promoción del liderazgo africano en los trabajos académicos publicados sobre África. Como jefe del comité organizador del Primer Congreso Internacional de Africanistas en Ghana en 1963, buscó fortalecer una investigación africana meticulosa y no eurocéntrica, la publicación de investigaciones en varios idiomas, incluidos indígenas y extranjeros, para presentar a los hablantes nativos a historia y que la gente vea la historia africana a través de un ojo común. Fue el primer director de la Escuela Internacional Ibadan. En 1965 fue elegido presidente de la Asociación de Universidades de la Commonwealth. Ebere Nwaubani sostiene que Dike fue el primer erudito moderno defensor de la historia africanista. Sus publicaciones marcaron un antes y un después en la historiografía africana. Ha sido descrito como el primer africano en obtener un doctorado en la historia.
En el University College de Ibadán, se convirtió en el primer profesor africano de historia y jefe de un departamento de historia. Fundó los Archivos Nacionales de Nigeria y ayudó en la fundación de la Sociedad Histórica de Nigeria. Su libro Comercio y política en el delta del Níger 1830-1885 trató sobre la política económica del siglo XIX en el delta del Níger. Se centró en los factores internos africanos, especialmente las medidas defensivas adoptadas por las sociedades del delta contra la penetración imperialista. Ayudó a crear la Escuela Ibadán de historia africana y promovió el uso de evidencia oral por parte de los historiadores africanos. También fue el primer presidente de ASUTECH (Universidad Tecnológica Estatal de Anambra, ahora Universidad Nnamdi Azikiwe).

### Vida personal
Él y su esposa, Ona, tuvieron cinco hijos.

## Publicaciones
Sus publicaciones incluyen las siguientes: Informe sobre la preservación y administración de registros históricos en Nigeria (1953), Comercio y política en el delta del Níger 1830-1885 (1956), Cien años de dominio británico en Nigeria (1957), Los orígenes de las misiones de Níger (1958).
Una biografía titulada Vida y pensamientos del profesor Kenneth O. Dike fue escrita por el profesor Alexander Animalu.

## Galería

La inauguración del Sultan Bello Hall por Alhaji Sir Ahmadu Bello, University College Ibadan, 2 de febrero de 1962 (Kenneth Dike a la izquierda de Ahmadu Bello)
La inauguración del Sultan Bello Hall por Alhaji Sir Ahmadu Bello, University College Ibadan, el 2 de febrero de 1962 (Kenneth Dike a la izquierda, Ahmadu Bello a la derecha)
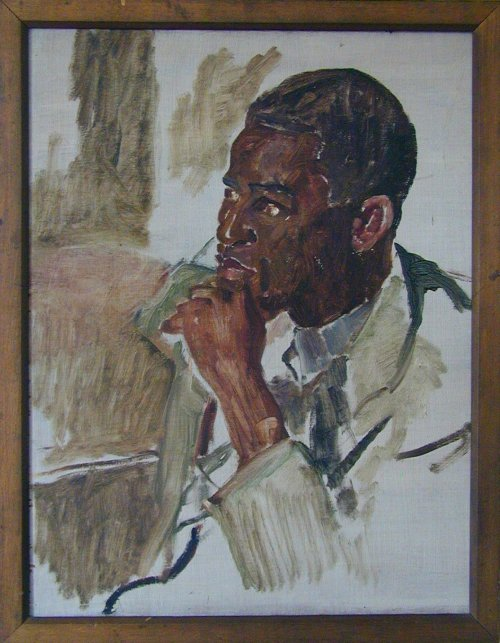
Kenneth Onwuka Dike como estudiante universitario en la Universidad de Aberdeen